# Маршалска Острва на Светском првенству у атлетици у дворани 2016.
Маршалска Острва су учествовала на '16. Светском првенству у атлетици у дворани 2016. одржаном у Портланду од 17. до 20. марта. Репрезентацију Маршалских Острва на њеном четвртом учествовању на светским првенствима у дворани представљала је 1 атлетичарка која се такмичила у трци на 60 метара.,
На овом првенству такмичарка Маршалских Острва није освојила ниједну медаљу али је остварен лични резултат сезоне.

## Учесници
Жене:
- Маријана Крес — 60 м

## Резултати

### Жене
| Атлетичарка   | Дисциплина | Лични рекорд | Квалификације | Квалификације | Полуфинале            | Полуфинале            | Финале                | Финале       | Детаљи |
| Атлетичарка   | Дисциплина | Лични рекорд | Резултат      | Место         | Резултат              | Место                 | Резултат              | Место        | Детаљи |
| ------------- | ---------- | ------------ | ------------- | ------------- | --------------------- | --------------------- | --------------------- | ------------ | ------ |
| Маријана Крес | 60 м       | 8,50         | 8,51 ЛРС      | 7. у гр. 1    | Није се квалификовала | Није се квалификовала | Није се квалификовала | 42 / 44 (45) |        |